# Charles Théodore Colet
Pour les articles homonymes, voir Colet.
Charles Théodore Colet est un ecclésiastique français qui fut évêque de Luçon puis archevêque de Tours au XIXe siècle.

## Biographie
Né le 30 avril 1806 à Liézey (à l'Auberge de Liézey) au diocèse de Saint-Dié, Charles Théodore Collet fut ordonné en 1831. Vicaire général de Dijon, il fut nommé évêque de Luçon le 5 juin 1861. Recevant ses bulles le 22 juillet, il fut sacré à Dijon par François-Victor Rivet, évêque de Dijon, assisté de Louis-Marie-Joseph-Eusèbe Caverot, évêque de Saint-Dié, et Charles-Jean Fillion, évêque de Saint-Claude.
Il fut promu à l'archevêché de Tours le 25 novembre 1874 et confirmé le 21 décembre suivant. Installé le 3 février 1875, il mourut le 27 novembre 1883. Ses funérailles, qui ont eu lieu le 6 décembre dans l'église métropolitaine de Tours, étaient présidées par le cardinal Joseph Hippolyte Guibert. L'oraison funèbre fut prononcée par Charles-Émile Freppel, évêque d'Angers.
Le 10 janvier 1884, Félix Martin-Feuillée, alors garde des Sceaux, ministre de la Justice et des Cultes, promut Guillaume-René Meignan, alors évêque d'Arras, à l'archevêché de Tours, vacant depuis le décès de Colet (nomination parue au Journal officiel).

## Armes
D'azur à l'agneau contourné et au repos d'argent, surmonté d'une balance d'or.

## Distinction
- Officier de la Légion d'honneur (4 mars 1874)[5]

## Sources
- Brève notice biographique sur Catholic hierarchy
- Notice no PM37000577, sur la plateforme ouverte du patrimoine, base Palissy, ministère français de la Culture, décrivant le monument funéraire de Colet dans la cathédrale de Tours.